# 克拉德·努拿
克拉德·努拿（Archibald Clyde Roller，1914年10月13日—2005年10月16日），美國音樂教授和指揮。
努拿在密蘇里州羅哲斯維土生土長，伊士曼音樂學院接受他的音樂教育，於1941年畢業。努拿擔任過多個樂團的首席雙簧管，包括俄克拉荷馬城交響樂團 （Oklahoma City Symphony，1937年至1939年）、伯明翰（阿拉巴馬州）交響樂團 （Birmingham Alabama Symphony，1940年至1942年）、塔爾薩愛樂樂團 （Tulsa Philharmonic，1947年至1948年）。他也指揮過南方衛理公會大學管弦樂團（1947年至1948年）。
1963年，他回到伊士曼音樂學院當室樂音樂教授。在1963年，他跟水星唱片（Mercury Records）與伊士曼管樂合奏團進行了 維托里奧·賈尼尼 （Vittorio Giannini）的第三號交響曲和艾倫·荷凡尼斯（Alan Hovhaness）的第4號交響曲。
努拿於2005年10月16日在德克薩斯州聖安東尼奧去世，終年91歲。

## 獎項
- 阿馬里洛環球新聞（Amarillo Globe-News） - 1961年年度新聞人物（News Man of the Year）
- 德州管弦樂團年度指揮（Texas Orchestra Director of the Year），1979年
- 埃德溫·弗蘭科高盛紀念奬（Edwin Franko Goldman Memorial Citation），1998年
- 美國傑出教育家獎（Outstanding Educator of America Award）